# ウラリスク州

ウラリスク州の地図

ウラリスク州（ロシア語: Уральская область）は、中央アジアに設置されたロシア帝国の州（オーブラスチ）の1つ。首都はウラリスク。
州の領域は、現在のカザフスタン共和国西部の西カザフスタン州、アティラウ州に相当し、ウラリスク郡、ルビシェンスク郡、グリエフ郡、テミル郡の4郡を管轄した。サマラ県、オレンブルク県、アストラハン県、ザカスピ州、トゥルガイ州に隣接した。
カザフ人の遊牧地であったウラリスク州の領域は、19世紀初頭にロシア帝国の支配下に置かれた。州政府は1868年に設置され、ロシアの宗主権下に成立したボケイ・ハン国の領域を引き継いだ。